# 李洙墉

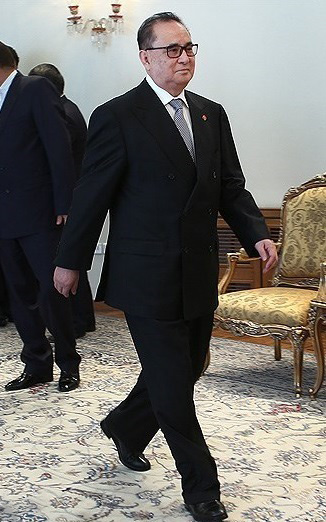
2015年

李 洙墉（리수용，リ・スヨン、1940年6月15日 - ）は、北朝鮮の政治家・外交官で、朝鮮労働党中央委員会政治局員、同党中央委員会前副委員長、同党前国際部長、前朝鮮民主主義人民共和国国務委員会委員、前最高人民会議外交委員会委員長。
北朝鮮の外交の統括役で、2016年5月末の党内序列は8位前後。内閣外務相、行政部副部長を兼ねていた。また実子の李一赫は金正哲が主宰する「烽火組」のメンバーでもある。

## 経歴
1980年ごろから李徹（リ・チョル）という通名で駐スイスジュネーヴ代表団公使を務め，スイス留学中の金正恩の親代わりとして監護をした。金正日とは高校時分からの友人だったこともあり、彼の信任が厚く、この駐スイス大使時代、金正日の秘密資金の管理をしていたこともある。その後、前任の朴義春に代わり、2014年4月から外務相。
2016年5月に開催された朝鮮労働党第7次大会で党中央委員会書記に代わって新設された党中央委員会副委員長に就任した。また党中央委員会政治局員、党国際部長にも就任した。同月に訪中したが、これは北朝鮮の核実験やミサイル発射実験を受けて冷却化する中国との関係を修復する意図によるものと報道された。これに続いて、同年6月29日に開催された第13期最高人民会議第4回会議では、国防委員会に代わって新設された国務委員会の委員に選出された。
2017年4月11日に開催された第13期最高人民会議第5回会議において最高人民会議外交委員会が19年ぶりに復活し、李が外交委員長に就任した。このことにより、従来、外務省の主流派だった故姜錫柱系の勢力は後退することとなった。
2018年3月25日、最高指導者就任後の初外遊で中国を訪問した金正恩に李雪主夫人や同じ朝鮮労働党副委員長の崔竜海、金英哲らとともに同行した。
2018年5月7日、初めて航空機を外遊に利用して中国の大連を訪れた金正恩に朝鮮労働党第一副部長の金与正らとともに同行した。
2018年6月、米朝首脳会談のためにシンガポールを訪問した金正恩に金英哲副委員長や金与正第一副部長らとともに同行した。
2019年2月、米朝首脳会談のためにベトナムを訪問した金正恩に金英哲副委員長や金与正第一副部長らとともに同行し
、呉秀容党中央委員会副委員長らとハロン湾やスマートフォン工場などを視察した。
2019年12月、第7期第5回党中央委員会総会において、党副委員長、並びに党国際部長の職を解任された。
2020年4月12日の最高人民会議第14期第3回会議で国務委員会委員、並びに最高人民会議外交委員会委員長から解任された。